# Novilunio (romanzo)
Novilunio (The Wanderer) è un romanzo di fantascienza dello scrittore statunitense Fritz Leiber del 1964.
L'opera, nel 1965, ha vinto il Premio Hugo per il miglior romanzo.

## Trama
Il romanzo è un thriller tecnologico appartenente anche al filone della fantascienza apocalittica; racconta l'arrivo nel sistema solare di un oggetto che si rivelerà essere una gigantesca astronave e delle catastrofi che tale evento comporta. Le vicende sono narrate da moltissimi personaggi da altrettanti punti di vista.

## Edizioni
- (EN) Fritz Leiber, The Wanderer, 1ª ed., New York, Ballantine Books, 1964.
- (DE) Fritz Leiber, Wanderer im Universum, traduzione di Wulf H. Bergner, Heyne Science Fiction & Fantasy, n. 3096, Monaco di Baviera, Heyne, giugno 1967.
- (FR) Fritz Leiber, Le vagabond, traduzione di Jacques Brecard, Ailleurs et demain, Parigi, Robert Laffont, gennaio 1970.
- (NL) Fritz Leiber, De zwerver, traduzione di David Marcuse, M=SF, n. 31, Amsterdam, Meulenhoff, giugno 1970.
- Fritz Leiber, Novilunio, traduzione di Ugo Malaguti, Slan. Il meglio della fantascienza, n. 14, Bologna, Libra Editrice, settembre 1972.
- Fritz Leiber, Novilunio, in Il verde millennio Novilunio I tre tempi del destino, traduzione di Ugo Malaguti, I Massimi della Fantascienza, n. 15, Milano, Mondadori, ottobre 1987, ISBN 8804306173.
- (HU) Fritz Leiber, A vándor, traduzione di Hajdu Gábor, Budapest, Móra Ferenc Ifjúsági Könyvkiadó, 1991, ISBN 978-963-11-6750-4.
- Fritz Leiber, Novilunio, traduzione di Ugo Malaguti, Urania Classici, n. 230, Milano, Mondadori, maggio 1996.
- Fritz Leiber, Novilunio, traduzione di Ugo Malaguti, Urania Collezione, n. 058, Milano, Mondadori, novembre 2007.